# Dendrobium armeniacum
Dendrobium armeniacum är en orkidéart som beskrevs av Phillip James Cribb. Dendrobium armeniacum ingår i släktet Dendrobium, och familjen orkidéer.
Artens utbredningsområde är Papua Nya Guinea. Inga underarter finns listade i Catalogue of Life.